# Anders Andersson (tirador)
Anders Andersson   (Näshulta församling, 2 de novembre de 1875 - Näshulta församling, 6 de març de 1945) va ser un tirador suec que va competir a començaments del segle xx.
El 1920 va prendre part en els Jocs Olímpics d'Anvers, on disputà dues proves del programa de tir. Guanyà la medalla de plata en la prova de pistola lliure, 50 metres per equips i fou sisè en la de pistola lliure, 50 metres.